# Tye Smith
Tye Smith (* 3. Mai 1993 in Raleigh, North Carolina) ist ein US-amerikanischer American-Football-Spieler. Er spielt auf der Position des Cornerbacks in der National Football League (NFL).

## College
Smith spielte zwischen 2011 und 2014 College Football an der Towson University für die Towson Tigers. Dort spielte er in allen 50 Spielen, in denen er 311 Tackles setzen, 6 Fumbles erzwingen und 4 erobern konnte.

## NFL
Smith wurde im NFL Draft 2015 in der fünften Runde als 170. Spieler von den Seattle Seahawks ausgewählt. Am 7. Mai 2015 unterschrieb er einen Vertrag über vier Jahre, in denen er insgesamt 2,447 Millionen US-Dollar erhielt. In Woche 3 hatte er im Spiel gegen die Chicago Bears sein NFL-Debüt. Am 3. September 2016 wurde er entlassen, fünf Tage später wurde er für den Practice Squad der Seahawks verpflichtet. Am 20. September 2016 wurde er erneut entlassen. Die restliche Saison verbrachte er auf dem Practice Squad der Washington Redskins.
Am 16. Januar 2017 verpflichteten ihn die Tennessee Titans. Dort spielte er anfangs hauptsächlich in den Special Teams, ehe er am vorletzten Spieltag seinen ersten Start machte und auch am letzten Spieltag den Großteil der Snaps spielte. Am fünften Spieltag hatte er gegen die Miami Dolphins seine erste Interception erzielt. Am 31. Juli 2018 wurde er von den Titans auf der Injured Reserve List platziert, nachdem er sich im Training verletzte. Am 13. März 2019 gaben sie Smith einen neuen Einjahresvertrag. Im Rahmen der finalen Kaderverkleinerung wurde er vor Beginn der Saison 2020 entlassen. Am Folgetag verpflichteten die Titans Smith für ihren Practice Squad.
Im Juni 2021 nahmen die Minnesota Vikings Smith unter Vertrag, entließen ihn aber am 31. August vor Beginn der Regular Season wieder. Am 1. September wurde er für den Practice Squad verpflichtet. Er kam in fünf Spielen zum Einsatz und wurde im März 2022 für die folgende Saison unter Vertrag genommen. Am 16. August 2022 entließen die Vikings Smith.